# Friedhof Fechenheim
Der Friedhof Fechenheim ist der Friedhof von Frankfurt-Fechenheim, einem Stadtteil von Frankfurt am Main.

## Allgemeines
Der Friedhof (Adresse: Steinäckerstraße 13) befindet sich am Hochufer des Mains. Er wurde dort von der damals selbstständigen Gemeinde Fechenheim 1845 (damals am Rande des Dorfes) angelegt. Vorher hatte man die Toten auf dem Kirchhof bestattet.
Seine heutige Gestalt und seine heutige Größe von 6,4 Hektar erhielt der Friedhof nach der Eingemeindung nach Frankfurt im Jahr 1928 bzw. dem Bau der neoklassizistischen Trauerhalle 1926 bis 1929.
Die Trauerhalle, das Ehrenmal und eine Reihe von Gräbern stehen unter Denkmalschutz.

## Die Trauerhalle

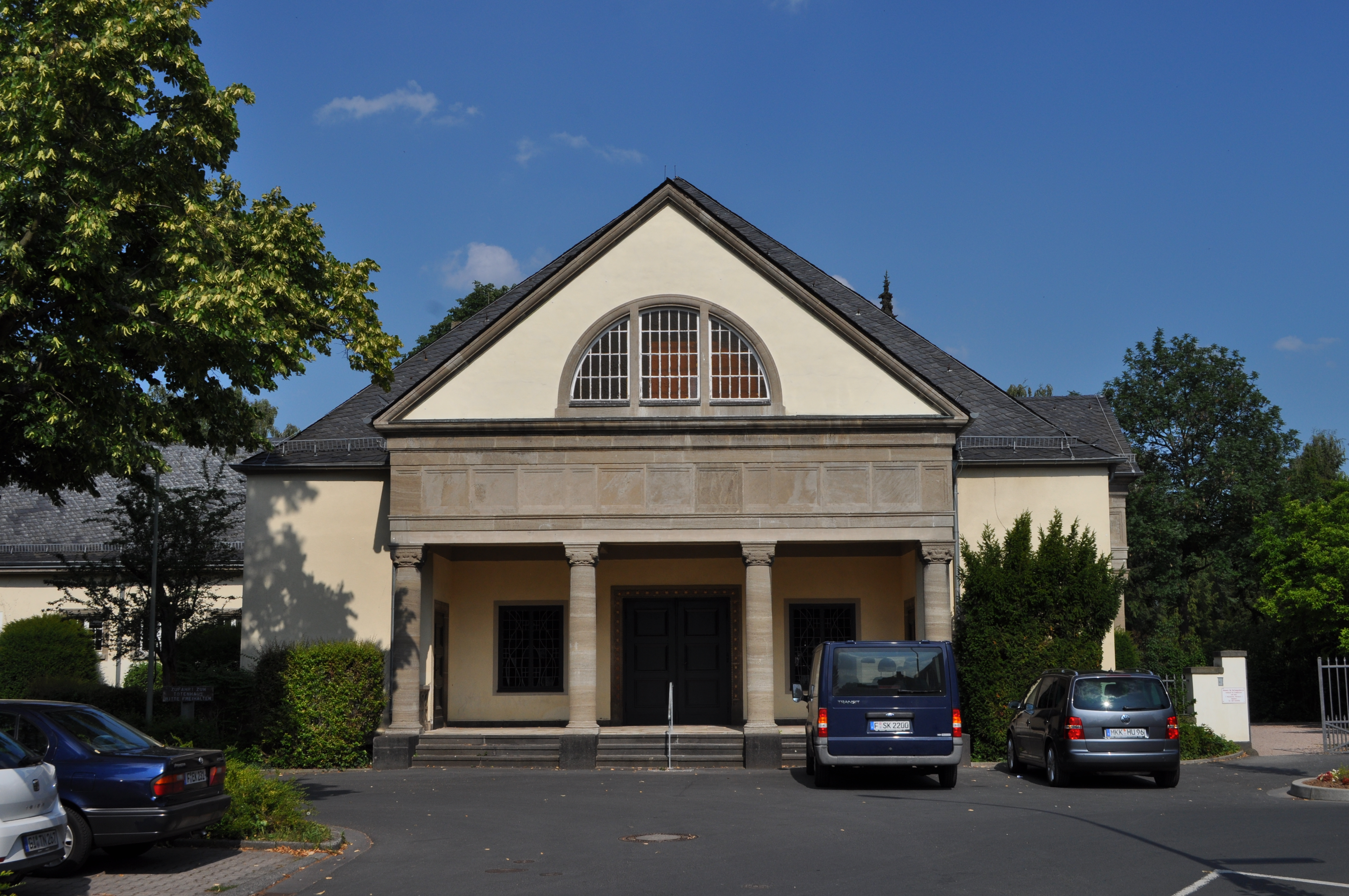
Trauerhalle

Die Trauerhalle in neoklassizistischen Formen von 1926–29 steht am Kopfende der Steinäckerstraße. Daraus ergibt sich eine Schauseite der Trauerhalle vom Friedhof weg zur Straße hin. Auffällig ist der mittig angebaute Vorbau, der von vier monumentalen Säulen getragen wird. Darüber befindet sich ein Spitzdach. Der von der Schauseite entstehende Eindruck von Symmetrie täuscht. Das Gebäude verfügt über einen L-förmigen Grundriss. Neben dem rechteckigen Hauptraum für Trauerfeiern sind Nebenräume eingebaut.

## Das Ehrenmal

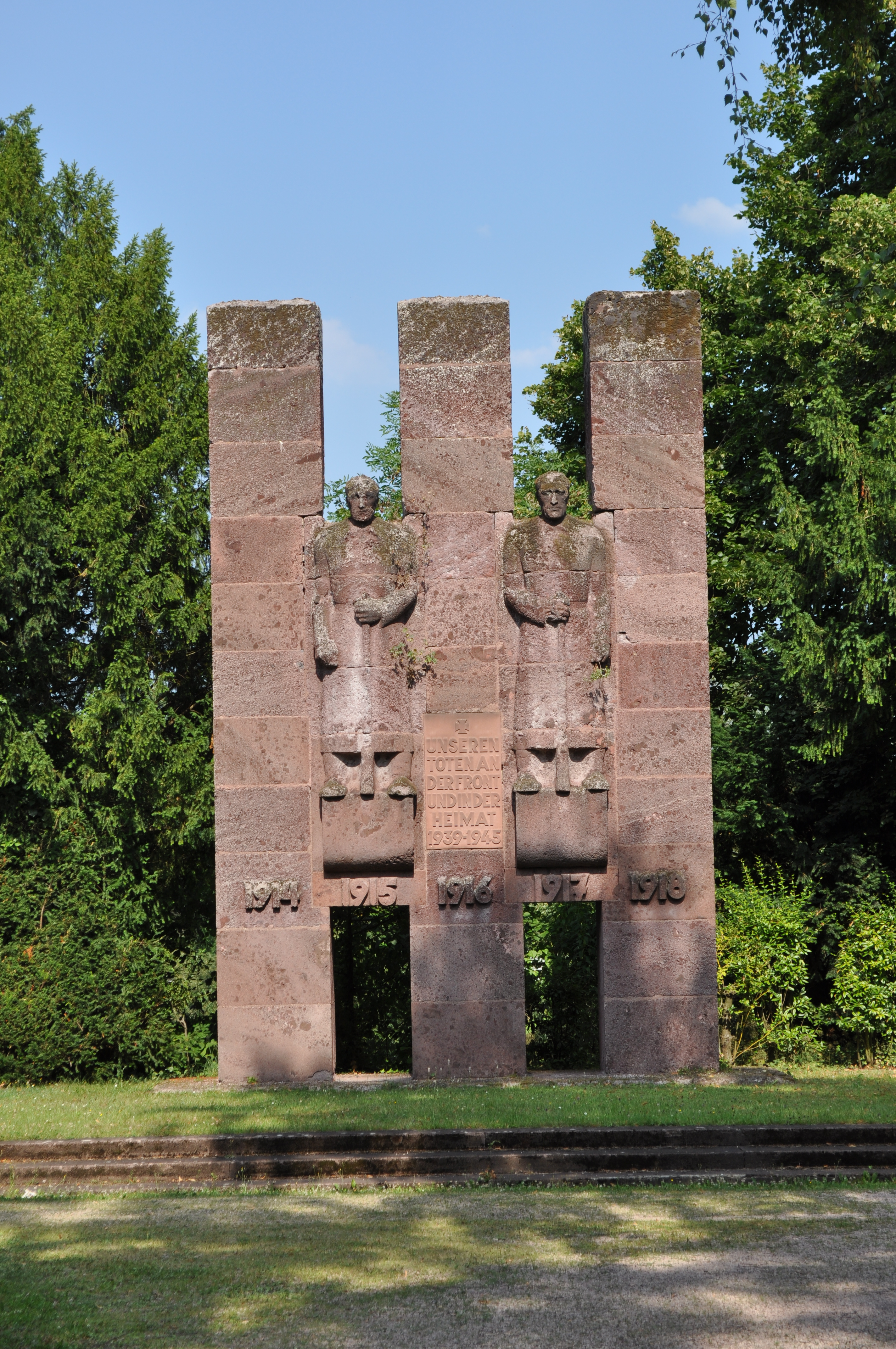
Ehrenmal

Das Ehrenmal befindet sich an der Friedhofsmauer zum Main hin. Es besteht aus einer Grünfläche mit symmetrisch angelegten kleinen Steinkreuzen als Gräberfeld. In der Mitte erhebt sich ein massives dreiteiliges Denkmal. Die drei Pfeiler aus Michelnauer Tuff sind durch Hochreliefs zweier wachehaltenden Krieger verbunden. Das Denkmal wurde vom Fechenheimer Kriegerverein gestiftet und ab 1938 errichtet. Die künstlerische Beratung übernahm der Leiter der Städelschule Prof. Richard Lisker, die Ausführung Bildhauer Hermann Becker. Für die Grünflächengestaltung zeichnete Max Bromme verantwortlich.

## Denkmalgeschützte Gräber
| Bild | Gewann                  | Name(n)                                        | Jahr        | Steinmetz                                                     | Beschreibung |
| ---- | ----------------------- | ---------------------------------------------- | ----------- | ------------------------------------------------------------- | --- |
|      | A adM 16                | Kullmann-Ewald                                 | 1911        | Steinmetz H. Schäfer, Fechenheim                              | Breitgelagertes Grabdenkmal mit zentraler Ädikula aus poliertem dunklem Granit in Formen der Renaissance. |
|      | A adM 20a               | Siebel-Zengel                                  | 1905        | 0                                                             | Aufwändiges Wandgrab aus hellem Sandstein. Die Ädikula auf kannelierten Pilastern mit korinthischen Kapitellen ist in Formen der Neurenaissance gestaltet. |
|      | A adM gegenüber A III 1 | Kühn                                           | 1914        | 0                                                             | Kalksteinwürfel, darüber eine Helmplastik. Das Grabmal erinnert an den am Anfang des Ersten Weltkriegs gefallenen Fechenheimer Lehrer Karl Christian Kühn |
|      | A adM 23                | Müller-Kühn                                    | 1923        | F. Hofmeister                                                 | Wandstele in expressionistischen Formen aus Kalkstein. |
|      | A adM 35                | Klee                                           | 1904        | 0                                                             | Das Grab ist ein Wanddenkmal als Ädikula mit Flügelplatten aus poliertem schwarzen Granit. Es ist in vereinfachten Formen der Neurenaissance gehalten. |
|      | A 1/14                  | Meyer                                          | 1929        | Gebr. Wagner                                                  | Ädikula aus Kalkstein, von halbhohen Wandscheiben gefasst. In den Rundbogennischen den neoklassizistischen Denkmals befindet sich je eine Engelsgravur und ein Füllhorn mit Blumen entleerend. Über der zentralen Schrifttafel befindet sich eine blumenumrankte Namenskartusche. |
|      | A adM 37                | Becker                                         | 1904        | 0                                                             | Wandplatte aus poliertem schwarzen Gramit unter abschließendem, von Voluten gestützten Kreuz. |
| 0    | A 11/22                 | Bingemer                                       | 1932        | Philipp Ewald                                                 | Schriftstele mit ungleichen Eckpfeilern aus dunklem Diabas |
|      | A IV/1                  | Pfarrergräber der katholischen Kirchengemeinde | 1931        | Steinmetz Bebrüder Mayer, Fechenheim                          | Zentrales Kruzifix aus geschliffenem Kösseiner Granit. Daneben mit Abstand gesetzte Würfel und separat aufgestellten kleineren Kreuzen. |
|      | A IV/18                 | Dehe                                           | 1939        | Steinmetz Christoph Mayer & Sohn                              | Schliche Stele aus schwarzem schwedischen Granit. Im Tondo befindet sich das Relief eines Rosenzweiges. |
|      | A IV/20                 | Ulrich                                         | 1966        | F. Hofmeister                                                 | Schriftstele aus schwarzem Granit mit abstrahiertem Giebelabschluss. |
|      | A IV/31                 | Fleischhauer                                   | 1963        | F. Hofmeister                                                 | Stele aus dunklem Diabas mit schildartig vorgezogenem Schriftfeld. |
|      | A IV/32                 | Claus-Jaeger                                   | 1933 (1946) | Steinmetz Philipp Ewald                                       | Durch Konsolen horizontal geteilte Stele aus Kalkstein unter flacher Verdachung. |
| 0    | A IV/33                 | Knoll                                          | 1936        | Steinmetz Philipp Schäfer                                     | Schlanke Stele aus dunklem, polierten Odenwald-Syenit mit halbrunder Nische zur Aufnahme einer Urne. |
|      | A IV/38                 | Gottmann                                       | 1978        | Theo Akkermann                                                | In freien künstlerischen Formen modelliertes Bronzekreuz mit reichem Bildschmuck |
|      | A IV adM 2              | Manz-Schormann                                 | 1913        | Gebr. Wagner                                                  | Wandplatte aus schwarzem Granit. Die von einem Feston gerahmte Schrift hebt sich erhaben bor rau behandelter Steinoberfläche ab. |
|      | A IV adM 1              | Schack-Kühn                                    | 1911        | August Bischoff                                               | Vor der schmucklosen Kalkstein-Ädikula befindet sich eine Plastik einer sitzenden Trauernden, die einen Kranz hält. |
|      | A IV adM 6              | Ewald                                          | 1913        | Steinmetz Hch. Schäfer                                        | Durch Lisenen dreigeteiltes, mittig übergiebeltes Wanddenkmal aus dunklem Granit. Über den seitlichen Schriftfeldern befinden sich Bronzekränze, im Schweifgiebel ein Flachrelief mit Kreuz über stilisierten Palmzweigen.                                                        |
|      | A IV adM 5              | Schack                                         | 1913        | Steinmetz A. Ph. Puth Erben                                   | Ädikula aus poliertem schwarzen Granit, das Gebälk getragen durch dorische Halbsäulen. |
|      | A IV adM 7              | Puth                                           | 1913        | 0                                                             | Übergiebelte Stele aus schwarzem Granit mit einer Urne an der Spitze. Im Giebelfeld ein Relief einer Mohnpflanze als Symbol des Schlafes. |
|      | A V 1                   | Kühn                                           | 1910        | Steinmetz H. Schäfer / Plastik: Galvanoplastik*G*Geislingen*S | Fünfteiliges, breites Denkmal aus dunklem Granit. In der Mitte befindet sich eine Skulptur eines lebensgroßen Engels aus Galvanobronze. |
| 0    | A V 2                   | Kühn                                           | 1907        | 0                                                             | Zwischen Eckpfeilern eingespannte Wandplatte mit segmentbogigem Abschluss aus Kalkstein im Stil des Neoklassizismus. |
| 0    | B d 11                  | Weber                                          | 1924        | Steinmetz Gebrüder Meyer, Fechenheim                          | Dreiteilige Stele aus poliertem schwarzen Granit mit einem Portraitrelief aus Galvanobronze, umfasst von einem Feston, ebenfalls aus Bronze. |
|      | B d/18                  | Schack                                         | 1924        | 0                                                             | Lagerhafte Ädikula des Reformklassizismus aus gestocktem Granit. Zentral vorgelagert befindet sich die Skulptur eines Engels aus Marmor. |
|      | B x/5                   | Alt                                            | 1927        | 0                                                             | Ädikulaähnliche Stele aus rotem Granit mit Schrifttafel aus schwarzem Granit und Bronzerelief einer knienden Trauernden. |
|      | B i/9                   | Müller                                         | 1934        | 0                                                             | Vereinfachte Ädikula aus rotem Granit. In der zentralen Nische befindet sich das Relief einer Trauernden aus Galvanobronze. |